# Anita Lachenmeier-Thüring

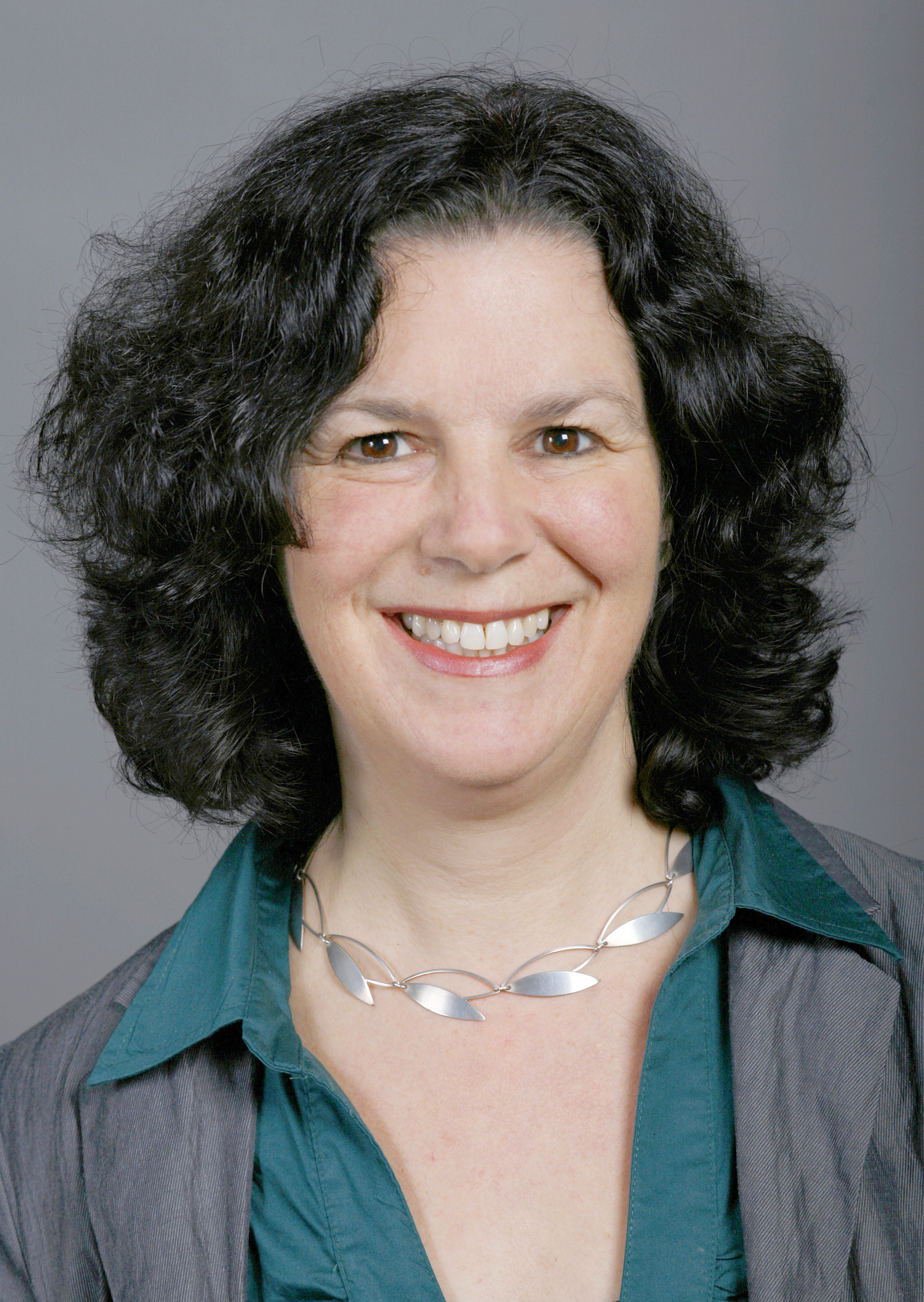
Anita Lachenmeier-Thüring (2007)

Anita Lachenmeier-Thüring (* 16. Oktober 1959 in Basel) ist eine Schweizer Politikerin (Grüne). Sie war Nationalrätin und Grossrätin.

## Politik
1995 wurde Lachenmeier-Thüring Vorstandsmitglied der Grünen auf nationaler Ebene, 1997 wurde sie in den Grossen Rat des Kantons Basel-Stadt gewählt. Ein Jahr später, 1998, trat sie ihren Posten als Vorsitzende der Grünen Basel-Stadt an und legte dafür ihre Arbeit im Vorstand der Grünen Schweiz nieder. Bei den Grossratswahlen in Basel-Stadt im Jahr 2000 brach der Wähleranteil der Grünen drastisch ein, allerdings konnte Lachenmeier-Thüring ihren Sitz verteidigen. 2002 gab sie ihren Posten als Präsidentin ab, um zwei Jahre später, 2004, wieder an die kantonale Spitze gewählt zu werden.
Bei den Wahlen vom 21. Oktober 2007 wurde Lachenmeier-Thüring in den Nationalrat gewählt. Dort war sie bis 2011 Mitglied der Kommission für Verkehr und Fernmeldewesen sowie der sicherheitspolitischen Kommission. Aufgrund ihrer Wahl trat Lachenmeier-Thüring als Präsidentin und aus dem Grossen Rat zurückgetreten. Bei den Nationalratswahlen vom 23. Oktober 2011 wurde sie nicht wiedergewählt.
Von 2013 bis zu ihrem Rücktritt im September 2017 gehörte sie wieder dem Grossen Rat an.
Lachenmeier-Thüring ist Mitglied der Geschäftsleitung der Grünen Basel-Stadt, sie amtet auch als Co-Präsidentin des VCS beider Basel. Weiter ist sie Vorstandsmitglied des Vereins Alpen-Initiative und des Quartiertreffpunkts Kasernenareal. Sie übt ihren Teilzeitjob als Textil-, Werk- und Religionslehrerin an einer Primarschule aus. Sie ist verheiratet und Mutter von drei erwachsenen Kindern, darunter Michelle Lachenmeier, die seit Februar 2017 Grossrätin ist.
Im Nationalrat engagierte sich Lachenmeier mit ihren Vorstössen vor allem in den Bereichen nachhaltige Verkehrspolitik und in der Energiepolitik, insbesondere zur Sicherheit von Atomkraftwerken.